# Эксперимент Лазаруса
«Эксперимент Лазаруса» — шестая серия третьего сезона сериала «Доктор Кто». Премьера серии состоялась 5 мая 2007 года на канале BBC One.

## Сюжет
Доктор готовится распрощаться с Мартой Джонс. По телевизору в новостях показывают интервью Лазаруса, в котором он говорит, что изменит смысл слова человек. Доктор остаётся и ведёт расследование. С помощью своего аппарата Лазарус омолаживается до 20 лет. Все в восторге. Доктор признаёт, он изменил смысл слова человек. Марта с Доктором поднимаются на верхний этаж здания и видят ассистентку Лазаруса, из которой высосаны все жизненные соки, осталась одна оболочка. Марта беспокоится потому, что её сестра Тиш хочет стать новой ассистенткой Лазаруса. Доктор выясняет, что аппарат приводят в действие эти самые жизненные соки и мутация Лазаруса ещё не завершена. Что-то более сильное рвётся наружу. В это время Лазарус с Тиш гуляет на крыше и вдруг превращается в монстра, который может высасывать из людей жизненные силы, что необходимо для продолжения мутации. Доктор пробует отвлечь монстра. К нему присоединяются Тиш и Марта. Они завлекают монстра в храм, где Доктор оглушает его звуками органа. Все спасены, но мама Марты не доверяет доктору потому, что она «знает, кто он такой», это ей сказал человек в офисе. Марта улетает с Доктором в ТАРДИС.